# Claudio García
Claudio Omar García (Buenos Aires, 24 de agosto de 1963), mais conhecido como Turco, é um treinador e ex-futebolista profissional argentino, que atuava como meia.

## Carreira
García iniciou sua carreira profissional em 1981 no Club Atlético Huracán, em Buenos Aires. Ele permaneceu no clube até o rebaixamento da Primera argentina no final da temporada 1985-1986.
García ingressou no Vélez Sársfield, onde jogou até 1988, depois assinou pelo Lyon, da França.
Em 1991, García voltou ao futebol argentino para ingressar no Racing Club de Avellaneda. Ele também estreou pela seleção argentina em 1991. Participou de duas campanhas vencedoras da Copa América em 1991 e 1993.

## Títulos
Os títulos de Claudio são:[carece de fontes?]
- Copa América: 1991 e 1993